# Eupithecia euxinata
Eupithecia euxinata är en fjärilsart som beskrevs av Bohatsch 1893. Eupithecia euxinata ingår i släktet Eupithecia och familjen mätare. Inga underarter finns listade i Catalogue of Life.